# USS New York (BB-34)
USS New York (BB-34) — Линкор типа «Нью-Йорк», состоявший на вооружении ВМС США, головной корабль своего типа. Назван в честь американского штата Нью-Йорк.
Вошёл в строй в 1914 году. После вступления США в Первую мировую войну на стороне Антанты направлен в Северное море для усиления британского Гранд-Флита. Действуя в Северном море, по меньшей мере дважды встречался с германскими подводными лодками. Возможно, в октябре 1918 года «Нью-Йорк» случайно столкнулся и потопил подлодку, став единственным американским кораблём, потопившим германскую субмарину в ходе войны.
Свои первые выстрелы произвёл во время Второй мировой войны. Первый бой прошёл между «Нью-Йорком» и береговой артиллерией во время «Операции факел» в северной Африке, после участия в сражениях служил учебным кораблём. После войны «Нью-Йорк» перевели в тихоокеанский флот, в составе которого он принимал участие в атаке на Иводзиму и Окинаву. Позже «Нью-Йорк» был отправлен в Перл-Харбор для ремонта.
Линкор был использован для испытаний ядерного оружия в рамках операции «Crossroads», проведённой в 1946 году, после чего его изучали в течение нескольких лет.
В 1948 году корабль был использован как мишень для учений. За время своей службы «Нью-Йорк» получил 3 звезды за службу.

## Архитектура и конструкция
Линкор «Нью-Йорк» — головной из двух запланированных кораблей типа «Нью-Йорк». Однако корабль был достроен позже, чем однотипный с ним «Техас». Строительство линкора «Нью-Йорк» велось в рамках бюджета 1911 финансового года. Главный калибр нового линкора ВМС США составляли десять 356-мм орудий Мк. 1 c длиной ствола 45 калибров.

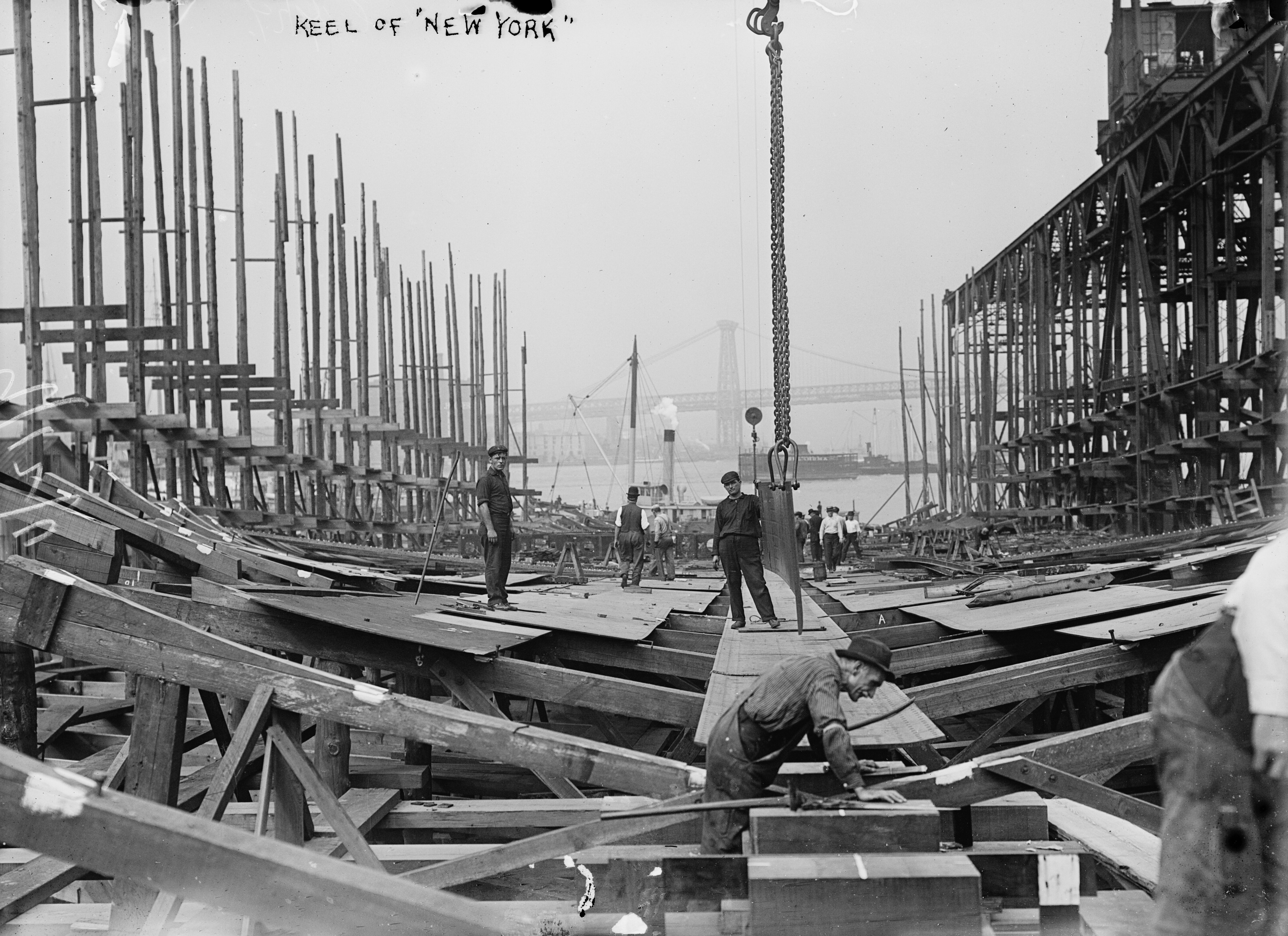
Работы по закладке киля линкора. 12 сентября 1911 года

По проекту водоизмещение корабля должно было составить 27 000 тонн, наибольшая длина — 175 м, по ватерлинии — 172 м, ширина — 29,11 м, осадка — 8,69 м.
Линкор был оснащен четырнадцатью паровыми котлами и двумя паровыми машинами суммарной мощностью 28 000 л. с. (21 000 кВт), что позволяло ему развивать максимальную скорость 21 узел. Дальность хода должна была составить 7060 морских миль на ходу 10 узлов.
Главный броневой пояса корабля состоял из двух горизонтальный рядов плит. Толщина верхнего составляла 254 мм, а нижнего — 305 мм. Нижний каземат защищала броня толщиной 230—280 мм, а верхний каземат — 150 мм броня. Бронирование палубы — 50 мм. Лоб башен орудий главного калибра — 356 мм, крыша — 102 мм, 203 мм бок и 203 мм тыл.

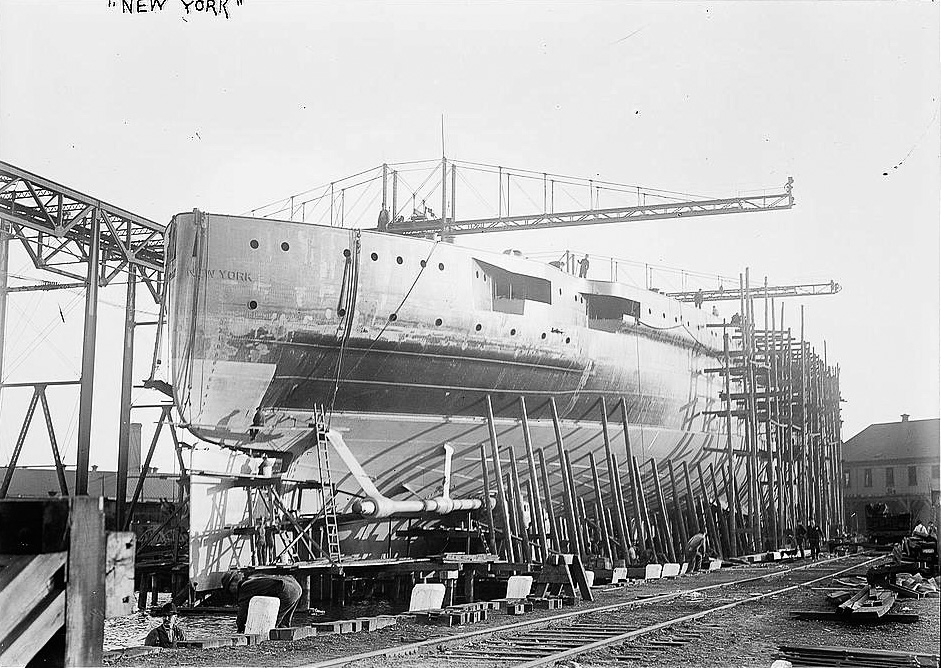
Корабль на верфи. 1912 год

Линкор имел орудия главного калибра 14", стволы длинной 45 калибров, угол возвышения — 15°. Орудия ГК размещались по два в орудийных башнях № 1, 2, 3, 4, 5. Корабли типа «Нью-Йорк» — последние, орудийные башни которых устанавливались в средней части корабля. Корабль также был оборудован 127-мм орудиями, которые прежде всего предназначались для защиты от эсминцев и подводных лодок противника. Точность 127-мм орудий была невысока из-за их установки в открытых орудийных казематах, поэтому в ходе модернизации конструкции носовой и кормовой частей корабля, проведённой в 1918 году, некоторые орудия были демонтированы. При проектировании линкора установка зенитных орудий не была предусмотрена, но в 1918 году судно оборудовали 3"/50 орудиями. Судно также оборудовалось 533-мм торпедными аппаратами, по одной с обеих бортов в носовой и кормовой части корпуса. Боезапас — 12 торпед и 12 морских мин.
Экипаж корабля — 1042 офицера и матроса.
Линкор «Нью-Йорк» был заложен 11 сентября 1911 на военно-морской верфи в Бруклине и строился в соответствии с новым трудовым законодательством США, ограничивавшим время работы строителей. По расчетам, стоимость строительства корабля (за вычетом стоимости броневого проката и вооружения) составляла около 6 000 000 долл. США. Спущен на воду 30 октября 1912, введён в строй 15 мая 1914 года.

## История службы
Сразу после вступления в строй «Нью-Йорк» направился в Веракрус (командир корабля — капитан Томас С. Роджерс). В июле 1914 года линкор стал флагманским кораблём контр-адмирала Фрэнка Флетчера, эскадра которого оккупировала и блокировала Веракрус с целью прервать поставки оружия для правительства Викториано Уэрты. После того, как американская оккупация Веракруса закончилась, «Нью-Йорк» ушёл в поход вдоль восточного побережья Соединённых Штатов. Командир судна также добровольно взял на себя некоторые обязанности и в декабре 1915 года по предложению команды линкора на судне была проведена рождественская вечеринка и ужин для сирот из Нью-Йорка. Позже оказывать помощь нуждающимся стало традицией корабля, и за это, возможно, «Нью-Йорк» получил прозвище «Рождественский корабль». Следуя этой традиции, он провёл ряд тренировочных учений у Атлантического побережья.

### Первая мировая война
После вступления Соединённых Штатов в Первую мировую войну, Нью-Йорк, под командованием капитана Эдуарда Л.Бича Старшего, стал флагманом линейного подразделения 9 (BatDiv 9) под командованием капитана контр-адмирала Хью Родмана. Его отправили на укрепление Британского Большого флота в Северном море, он прибыл в Скапа-Флоу 7 декабря 1917 года. Корабли флота США были отнесены к 6-й боевой эскадре Большого Флота, американские корабли присоединились к блокаде и эскорту. В декабре 1917 года «Нью-Йорк» вместе с другими линкорами США приняли участие в учениях по стрельбе. «Нью-Йорк» получил самый высокий балл среди кораблей по точности стрельбы: попадания составили 93,3 процента, про итогам учений — единственный корабль, получивший оценку «отлично».

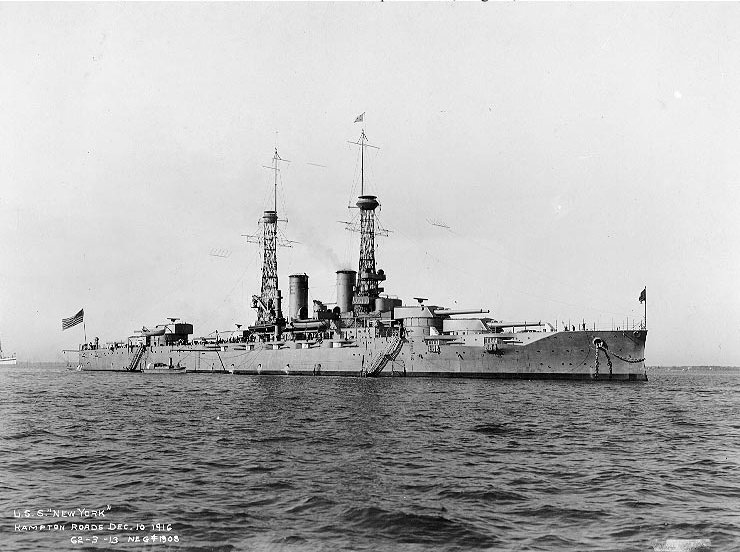
«Нью-Йорк» у Хэмптон-Роудс, Вирджиния, декабрь 1916 года

Во время Первой Мировой войны «Нью-Йорк» не довелось стрелять по врагу, не считая случаев атак линкора немецкими подводными лодками. 14 октября 1918 у пролива Пентленд-Ферт, линкор, следуя с группой кораблей, был потрясён сильным подводным толчком по правому борту. Следующий удар уязвил кормовую часть корабля, повредив гребные винты, вследствие чего скорость линейного корабля снизилась до 12 узлов. Стало понятно, что корабль столкнулся с подводным объектом, но, судя по глубине пролива, это была не скала. Командование судна пришло к выводу, что корабль столкнулся с подводной лодкой и что подводная лодка была поражена гребными винтами корабля, и повреждения привели к её затоплению. Согласно немецким архивам, это могла быть UB-113 или UB-123. Этот инцидент был единственным примером столкновения линкора с немецкими военными судами.
На следующий день подлодка выпустила по повреждённому кораблю три торпеды, но все они прошли перед носом судна. Было заведомо ясно, что атака — не ложная тревога, несколько членов экипажа судна отчётливо видели следы торпед при лунном свете, а после атаки в непосредственной близости от конвоя была обнаружена субмарина противника. Возможно, именно повреждение движителей спасло корабль от попадания торпед: линкор мог развить скорость только 12 узлов при нормальном ходе 16 узлов. В связи с этим, историк Джерри Джонс сделал вывод, что командир субмарины неправильно оценил скорость, с которой шёл корабль.
15 октября «Нью-Йорк» вместе с эскортом благополучно прибыл в Росайт, где проводился ремонт линкора, в ходе которого на корпусе судна была обнаружена большая вмятина от столкновения.
На корабле часто совершали плавание иностранные монархи, в том числе: короли Великобритании Георг V и Эдуард VIII и император Японской империи Хирохито. Корабль представлял большой интерес для иностранцев, так как он был дредноутом. На линкоре 21 ноября 1918 был подписан акт о капитуляции Флота открытого моря кайзеровских ВМС недалеко от Ферт-оф-Форта, после чего «Нью-Йорк» возвратился в США. Затем конвоировал корабль Джордж Вашингтон, на котором находился президент США Вудро Вильсон во время своей поездки в Брест (Франция) для проведения Парижской мирной конференции.

### Межвоенный период
Вернувшись в США в 1919 году, «Нью-Йорк» приступил к учебным и патрульным действиям, которые выполнял до середины 1930 годов. В этом же году был переоборудован на Военно-морской верфи Норфолка. С корабля были демонтированы пять 127-миллиметровых орудий (теперь количество установленных на корабле составляло 16) и установлены пять 76-мм зенитные пушки. В конце 1919 года корабль, перейдя Тихий океан, присоединился к Тихоокеанскому флоту ВМС США. В середине 1930 годов переброшен обратно в Атлантику. В межвоенный период корабль свершил несколько плаваний к Западному побережью США.

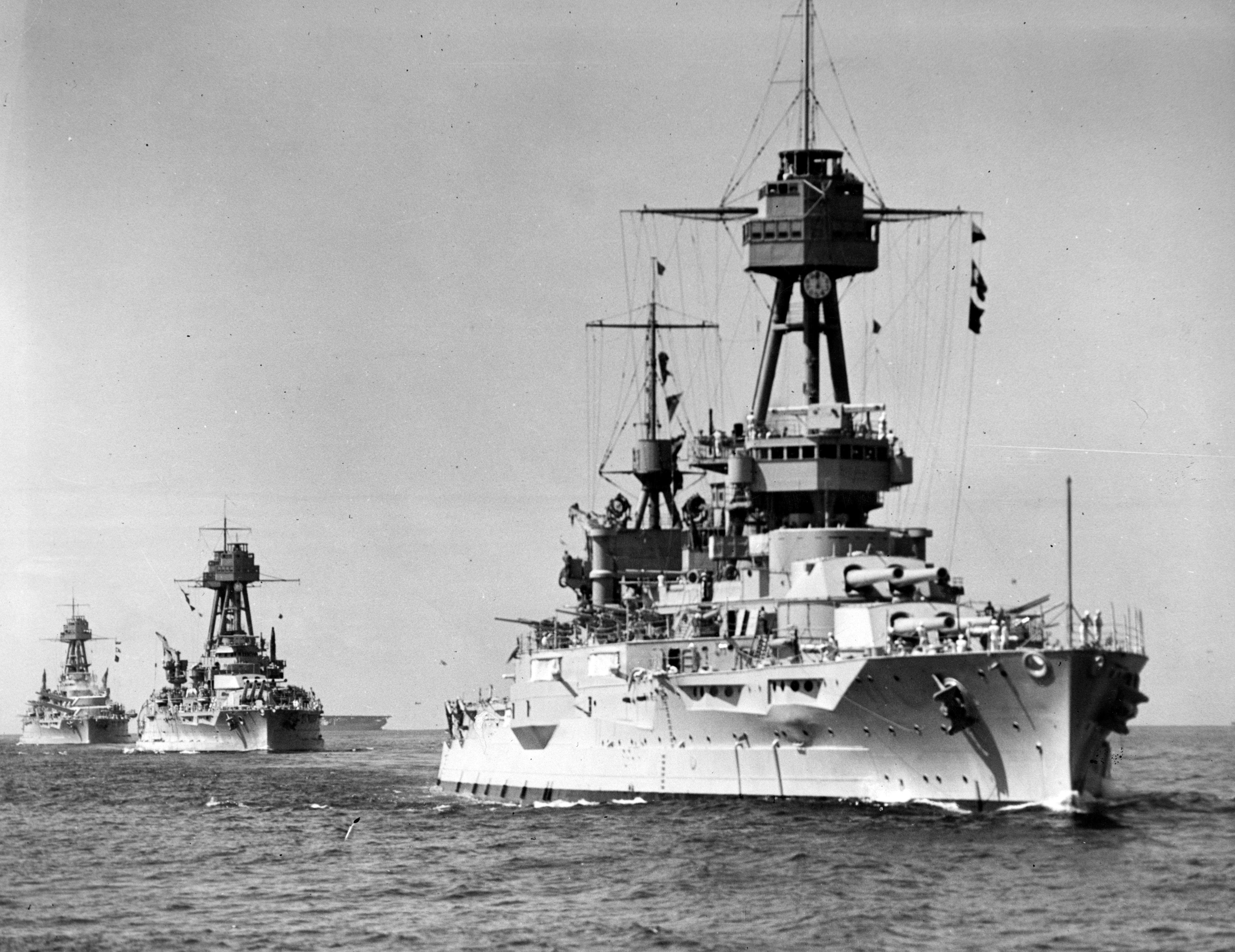
Справа налево: линкоры «Нью-Йорк», «Оклахома» и «Невада»

К 1926 году линкор устарел относительно новых линейных кораблей, поэтому, в соответствии с Вашингтонским договором, был отправлен в Норфолк для переоборудования, тогда как другие линкоры, такие как «Юта» и «Флорида» были утилизированы или преобразованы в учебные суда. Вследствие оборудования дополнительными средствами защиты от торпед и авиации корабль потяжелел на 3000 тонн. Количество 76,2-миллиметровых орудий было увеличено до восьми, при этом шесть орудий перенесли в казематы на палубе. Торпедные аппараты демонтировали. Четырнадцать угольных котлов Babcock & Wilcox заменили на шесть масляных котлов «Bureau Express». Решётчатые мачты корабля заменили на трёхопорные. На передней из мачт была установлена рубка управления. В средней части корпуса была установлена орудийная башня, а на башне № 3 была установлена стартовая катапульта. Краны для гидросамолётов устанавливались с обеих сторон от башни. Бронирование палубы было усилено.
3 апреля 1929 года корабль был направлен на учения совместно с «Аризоной», а 7-10 ноября корабли «Нью-Йорк» и «Пенсильвания» направлялись в Сан-Франциско. 3 апреля совместно с «Аризоной» были проведены зенитные учения, после чего линкор отправился в Хэмптон-Роудс для пропаривания и оставался там до 1 мая.
«Нью-Йорк» оставался с тихоокеанским флотом до 1937 года для проведения учений. В этом году на нём плавал адмирал Хью Родман, представитель короля Георга VI и королевы Елизавета, так как судно принимало участие в большом военно-морском обзоре, который состоялся 20 мая 1937 года. «Нью-Йорк» на этом обзоре был единственным представителем ВМС США. В 1937 году для модернизации легкого вооружения на корабль было добавлено восемь 28 миллиметровых орудий. В феврале 1938 года «Нью-Йорк» был оснащён радаром XAF, а также первым в США дуплексером. Это сделало «Нью-Йорк» вторым кораблем, который был оснащён радаром, после эсминца USS Leary (DD-158). После испытаний радара на «Нью-Йорке», аналогичные радары были установлены на крейсерах типа «Бруклин» и «Cент-Луис», а также в новом линкоре USS West Virginia (BB-48). В течение следующих нескольких лет корабль служил в основном для обучения мичманов и моряков-новобранцев, только поступивших на военную службу.
В сентябре 1939 года линкор присоединился к Нейтральному патрулю для охраны морских путей в Северной Атлантике, позже корабль проклассифицировали под Командование сил флота США на следующие 27 месяцев. В июле 1941 года «Нью-Йорк» сопровождал американский конвой, который двигался на исландский гарнизон. В 1940—1941 годах корабль подвергли модернизации: основную батарею подняли с 15 до 30 градусов. 7 декабря 1941 корабль переоборудовали, когда Япония напала на Перл-Харбор, тогда многие линкоры США перевели на тихоокеанский театр.

### Вторая мировая война

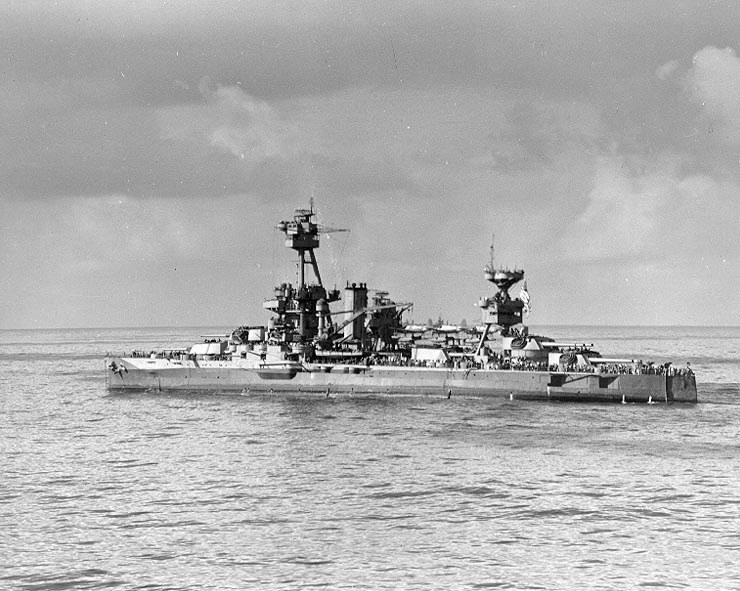
«Нью-Йорк» у Северной Африки после битвы у Касабланки

В начале Второй мировой войны и во время нападения на Перл-Харбор «Нью-Йорк» находился на ремонте и спустя 4 недели после начала атаки был отремонтирован. Корабль вступил в службу, сопровождая грузы и военные судна до Ирландии и Шотландии и занимался подобной деятельностью в течение года. В своей первой серии сопровождения конвоев «Нью-Йорк» покинул Норфолк 15 февраля и прибыл в Нью-Йорк 16 февраля, в Новую Шотландию 21 февраля и в Исландию 2 марта, 27 марта он вернулся в Норфолк. Он снова ушёл по тому же маршруту 24 апреля и прибыл в Нью-Йорк на следующий день, в Новую Шотландию 2 мая, 5 мая в Ньюфаундленд и Исландию 10 мая. 20 мая линкор прибыл в Нью-Йорк, а на следующий день «Нью-Йорк» отправился в третье сопровождение, снова приплыв в Новую Шотландию 2 июня и Шотландию 10 июня, 30 июня он вернулся в Норфолк.
После этих трёх походов «Нью-Йорк» оставили в Норфолке на капитальный ремонт. Вторичная батарея была сокращена до 5 дюймовых пушек, а зенитное вооружение было увеличено до десяти 3-дюймовых пушек, поставлено 24 орудий Bofors   и 42   орудия Эрликон. 12 августа «Нью-Йорк» отплыл от Норфолка и на следующий день уже был в Нью-Йорке. Оттуда он отправился в Новую Шотландию (провинция в Канаде), где и оставался до 22 августа, после чего с 31 августа по 5 сентября находился в Шотландии (на острове Великобритания).
«Нью-Йорк» вернулся в Норфолк 15 сентября.
Первое крупное сражение Второй мировой войны с участием линкора — мароккано-алжирской операции — высадка войск Союзников в Северной Африке в ноябре 1942. 23 ноября корабль покинул Норфолк для вступления в союзный флот. Линкор был частью группы, атакующей с юга, и 8 ноября «Нью-Йорк», совместно с крейсером «Филадельфия» и шестью эсминцами атаковал гавань Сафи в Марокко, осуществил поддержку 9-й пехотной дивизии и прикрытие эсминцев Cole и Bernadou, попавших под обстрел батареи 130-миллиметровых орудий. «Нью-Йорк» сделал несколько залпов орудиями главного калибра, причем один из залпов поразил батарею, а один снаряд, срикошетив, попал в бункер, уничтожив дальномер и убив командира батареи, вследствие чего действие батареи нарушилось. Другие береговые батареи были подавлены артиллерией и авиацией с эскортного авианосца USS Santee (CVE-29). «Нью-Йорк» остался на позиции, пока порт не был в безопасности, затем отправился на север Африки к центральной группе кораблей у Мохаммедии и Касабланки, в частности для того, чтобы нейтрализовать вражеский линкор Жан Бар, который подчинялся режиму Виши, но когда линкор «Нью-Йорк» прибыл в нужное место, вражеский корабль уже блокировался линкором USS Massachusetts (BB-59), другие корабли Виши были отброшены американскими крейсерами.
«Нью-Йорк» оставался у побережье северной Африки пока боевые действия не прекратились, затем, 14 ноября покинул Африку. В общей сложности он выпустил 60 снарядов. Вернулся в Норфолк 23 ноября.
Закончив участие в военных действиях, «Нью-Йорк» снова вернулся к сопровождению конвоев. Сопровождал два конвоя из США, направлявшиеся в Касабланку. Покинул Норфолк 24 ноября и 12 декабря 1942 года прибыв в Касабланку, где находился с 24 по 29 и 12 января 1943 вернулся в Норфолк. Во время второго плавания дредноут, покинув Норфолк 26 февраля, в Нью-Йорке пребывал с 27 февраля по 5 марта, в Касабланке — с 18 по 25 марта и вернулся в гавань Нью-Йорка 1 мая. В 1943 году линкор «Нью-Йорк» отправили на переоборудование, чтобы улучшить его характеристики как учебной огневой батареи и корабля эскорта. Прибыл в Портленд (Мэн), где находился до 27 июля. Это был четвёртый ремонт корабля за время его службы. Дредноут оборудовали десятью 3-дюймовыми зенитными орудиями, сорока орудиями калибра 40 мм и тридцатью шесть пушками калибра 20 мм. Была модернизирована система управления огнём. Вследствие всех изменений масса корабля увеличилась до 34 000 — 35 000 тонн в полной комплектации. Возвратился в Норфолк 2 августа 1943 года. Использовался для подготовки экипажей батарей береговой охраны. Проводилась тренировочная стрельба преимущественно орудиями главного калибра. С июля 1943 года по июнь 1944 года на корабле были обучены около 11 тысяч военнослужащих и 750 офицеров. Тем не менее, из-за своих обязанностей многие служащие просили о переводе на другое судно. По этим причинам «Нью-Йорк» был передан Военно-морской академии США и с июня по август 1944 года переправил 1800 мичманов от Аннаполиса к Тринидаду.

#### Тихоокеанский театр

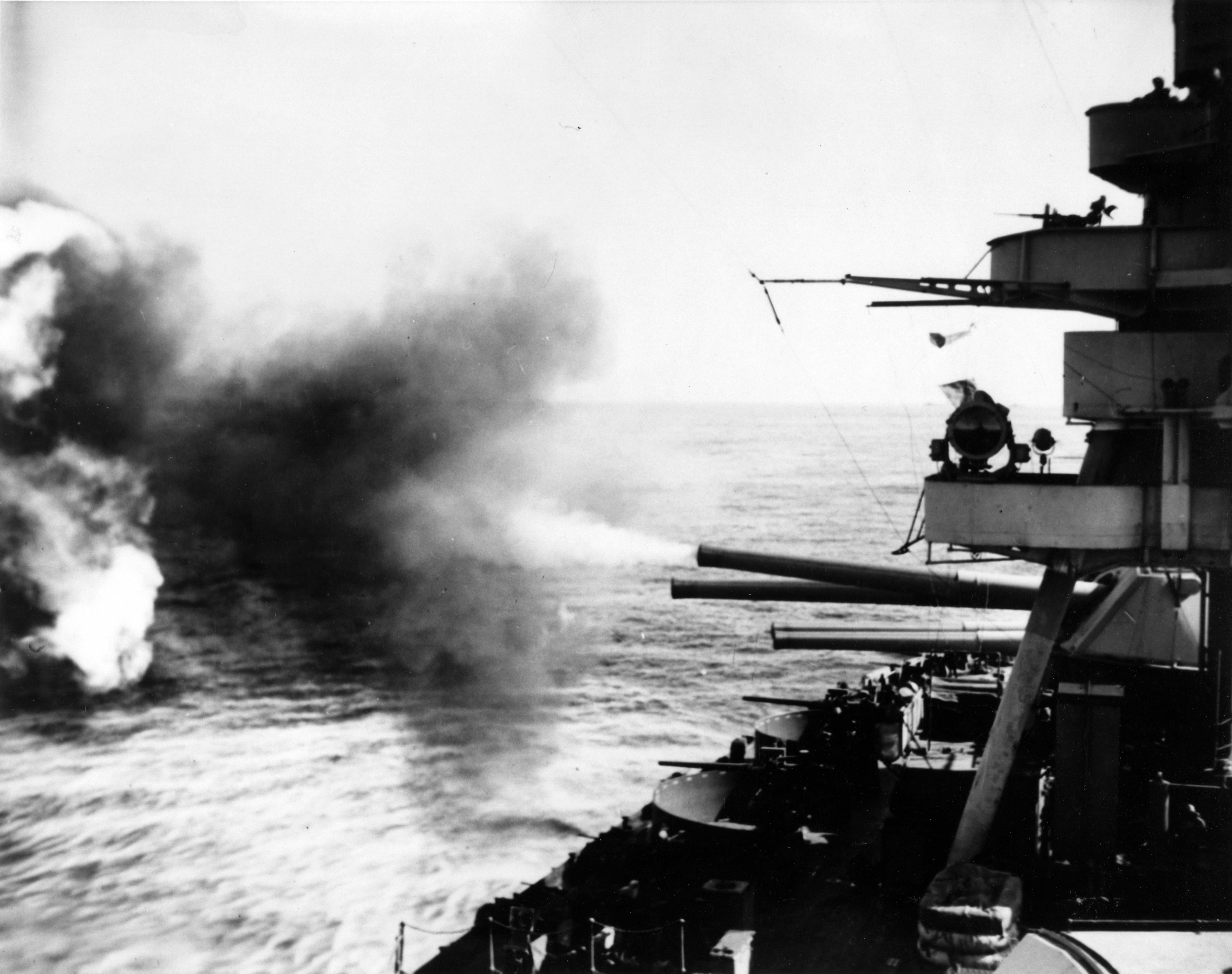
«Нью-Йорк» ведёт огонь орудиями главного калибра по острову Иводзима

«Нью-Йорк» вернулся к боевым действиям во время сражений тихоокеанского театра в 1944 году, он пересёк панамский канал 27 ноября и прибыл в Лонг-Бич 9 декабря, один раз потерпев поломку и потеряв палубный самолёт вследствие плохой погоды. Линкор прошёл переподготовку в южной Калифорнии в декабре 1944 и январе 1945. 12 января «Нью-Йорк» вступил в группу поддержки совместно с USS Idaho (BB-42), USS Tennessee (BB-43) и USS Nevada (BB-36) для помощи в битве за Иводзиму. Перед самым началом битвы у «Нью-Йорка» был сломан гребной винт, в связи с чем корабль пришлось ремонтировать на атолле Эниветок с 5 по 7 февраля. После ремонта линкор вернулся к группе, которая к 11 февраля была уже неподалёку от острова Сайпан, который относится к Марианскому архипелагу. Вместо с группой «Нью-Йорк» прибыл к Иводзме 16 февраля и до начала вторжения начал бомбардировку. В течение трёх дней остров подвергался бомбардировке. «Нью-Йорк» сделал 6 417 выстрелов, в том числе 1 037 орудиями главного калибра. Один из его залпов ударил по основному складу с боеприпасами на острове, вызвав большой взрыв. 19 февраля линкор покинул район и к 21 февраля прибыл к атоллу Улити.

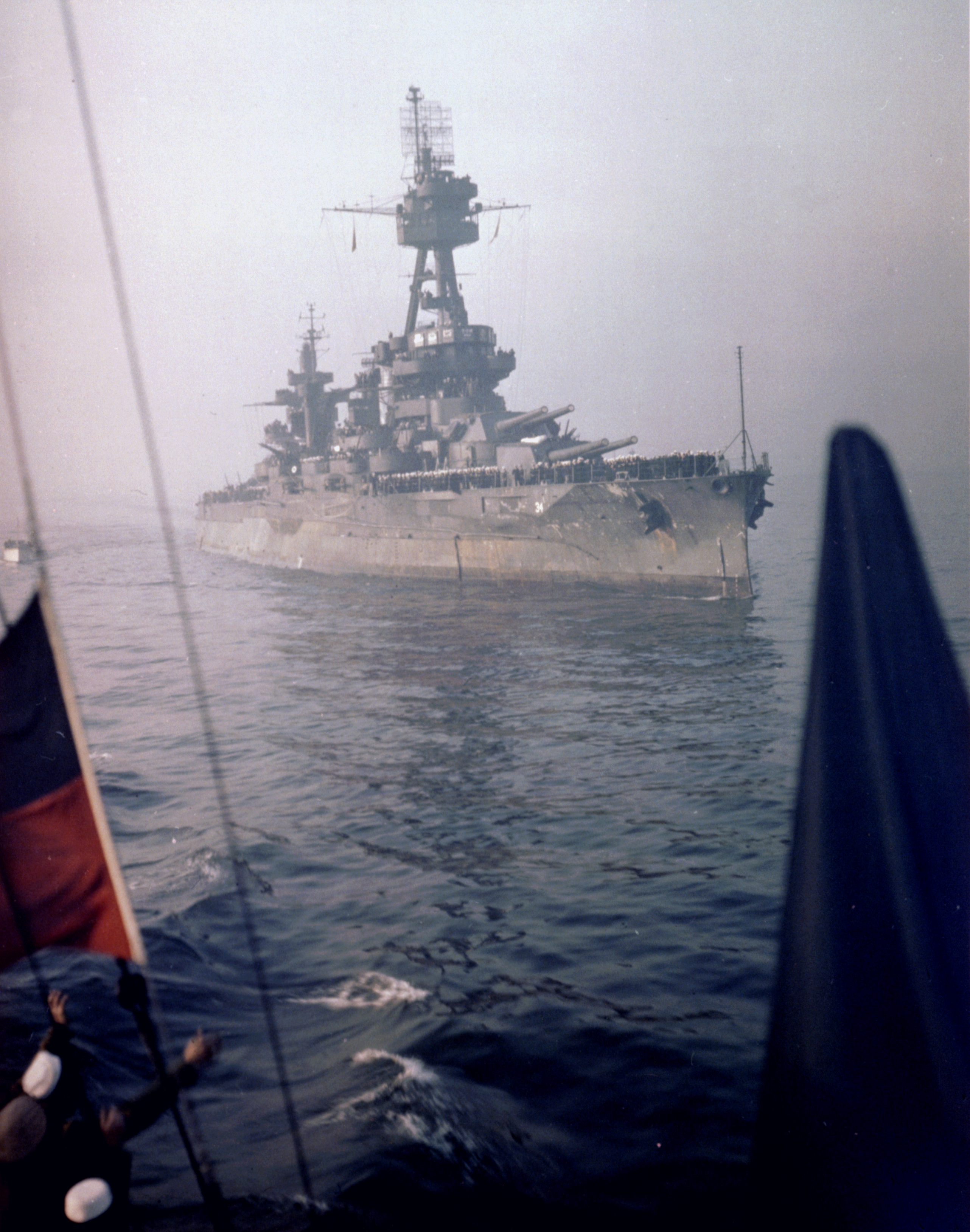
«Нью-Йорк» прибыл в гавань Нью-Йорка для празднования Дня ВМФ

После ремонта гребного винта на острове Манус с 28 февраля по 19 марта «Нью-Йорк» присоединился к отряду 54 в Улити к 22 марта для подготовки к нападению на Окинаву. В группе были такие линейные корабли, как «Мэрилэнд», «Колорадо» и «Западная Виргиния». 27 марта они начали обстрел острова Окинава. Эта группа осуществляла береговую бомбардировку, а затем и поддержку сухопутных войск, обстреливая остров корабельной артиллерией. «Нью-Йорк» находился на своей позиции 75 дней, за которые потратил 4 159 снарядов от 14-дюймового орудия и 7 001 снаряд 5-дюймового орудия. 14 апреля на корабль напал камикадзе, самолёт был сбит, а сам корабль получил лишь поверхностные повреждения, ранено двое человек. 11 июня корабль покинул группу, так как его орудия были изношены. Он направился в Перл-Харбор, где заменили стволы орудий главного калибра, после чего корабль готовили к операции «Даунфол».
«Нью-Йорк» сделал остановку в Лейте 14 июня, а 1 июля он уже был в Перл-Харбор. 15 августа, под конец войны, линкор находился в гавани.
Во время Второй мировой войны, с декабря 1941 года по ноябрь 1944 года «Нью-Йорк» был с Атлантический флот, и 276 дней с Тихоокеанским флотом. За это время он израсходовал 53 094 снаряда, прошёл 123 867 миль, 414 день шёл полным ходом и израсходовал 84 672 080 литров топлива.

### Послевоенный период

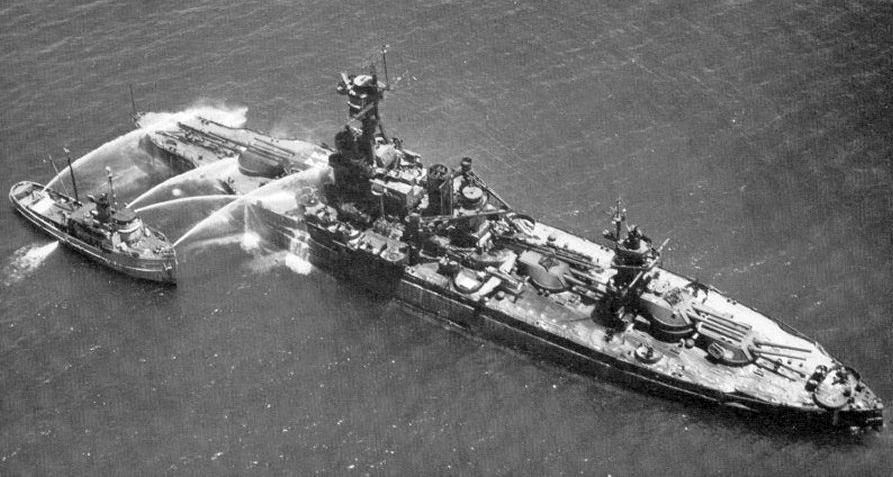
Дезактивационные работы на «Нью-Йорке» после атомных испытаний. Пожарное судно смывает с корабля радиационные осадки

После окончания войны «Нью-Йорк» принял участие в операции «Волшебный ковёр». Он покинул Перл-Харбор 2 сентября и направился к заливу Сан-Педро и прибыл к нему 9 сентября. Позже он прибыл к Нью-Йорку для празднования дня Военно-морского флота.
Участвовал как тестовый корабль в операции «Crossroads» вместе с 70 другими суднами для атомных испытаний в июле 1946 года у атолла Бикини. После испытаний корабль отправили обратно для изучения воздействия ядерных взрывов.
6 июля 1948 года судно было использовано как мишень для самолётов и кораблей, после чего затонуло.

## Награды
«Нью-Йорк» получил несколько звёзд за службу во время участия в боевых действиях, а также ряд других наград:
- Медаль «За победу в Первой Мировой Войне»[англ.]
- Медаль «За оборону Америки»[англ.]
- Медаль «За Американскую кампанию»
- Медаль «За Европейско-африканско-ближневосточную кампанию»
- Медаль «За Азиатско-тихоокеанскую кампанию»
- Медаль Победы во Второй мировой войне (США)